# Falshomelix
Falshomelix is een kevergeslacht uit de familie van de boktorren (Cerambycidae). De wetenschappelijke naam van het geslacht werd voor het eerst geldig gepubliceerd in 1956 door Breuning.

## Soorten
Falshomelix is monotypisch en omvat slechts de volgende soort:
- Falshomelix unicolor Breuning, 1956